# Peter Joseph Simone
Peter Joseph „Las Vegas Pete“ Simone (* 1945) ist ein italoamerikanischer Mobster der amerikanischen Cosa Nostra und seit dem Jahr 2006 offizieller Underboss der Civella-Familie (Kansas City Crime Family), die mit ihrem Hauptsitz aus Kansas City (Missouri) agiert. Seit den frühen 1990er Jahren soll Simone für die Glücksspiel-Aktivitäten des Syndikats verantwortlich sein, dessen Interessen bis nach Las Vegas übergreifen.

## Festnahmen in den 90er Jahren
Im April 1992 wurde Simone wegen Geldwäsche in einem Video-Poker-Betrug für schuldig befunden und zu vier Jahren Haft verurteilt. Es wurden sogar zwanzig Männer zeitweise eingesperrt, weil sie sich im Prozess weigerten, belastende Zeugenaussagen zu tätigen. Einer von ihnen war Peters 21-jähriger Sohn Joseph „Joe Pete“ Simone. Im Jahr 1996 wurde er auf drei Jahre zur Bewährung freigelassen.
1997 wurde er von der Missouri Gaming Commission in das sogenannte „schwarze Buch für das Verbot von unerwünschten Personen in Missouri-Kasinos“ eingeschrieben.
Am 2. Januar 1999, nur zwei Monate vor dem Ende seiner Bewährungszeit, wurde Simone beim Craps-spielen in einem Hotel-Kasino von Harrah’s Entertainment Inc. geschnappt. Obwohl er nur zu einem Tag im Gefängnis verurteilt wurde, wurde seine Bewährungsfrist für 12 Monate mit vier Monaten elektronisch überwachten Hausarrest verlängert. Etwas später, im Jahr 1999, verstieß Simone erneut gegen seine Bewährungsauflagen, als er von FBI-Agenten für mehr als drei Stunden im Simone’s Avenue Social Club beobachtet wurde. Simone musste wieder zurück ins Gefängnis. Am 29. Februar 2000 wurde er wieder aus der Haft entlassen.
Das FBI geht davon aus, dass Peter Joseph „Las Vegas Pete“ Simone auch heute noch unter der Führung von Familien-Boss John „Johnny Joe“ Sciortino als "Nummer 2" in der Familie dient.